# Wayne Tinkle
Wayne Francis Tinkle II (Milwaukee, Wisconsin, 26 de enero de 1966) es un exjugador de baloncesto estadounidense que desarrolló gran parte de su carrera profesional en clubes de distintas competiciones europeas de primer nivel. Su hijo Tres Tinkle también es jugador de baloncesto. 
Pívot de 2,08 metros de altura, una vez que colgó las botas inició su etapa como técnico entrenando a su alma mater, la Universidad de Montana, primero como asistente durante cinco años, y luego como entrenador principal durante ocho.
En la actualidad es entrenador principal en la Universidad de Oregon State.